# Crambidia cephalica
Crambidia cephalica är en fjärilsart som beskrevs av Augustus Radcliffe Grote och Robinson 1870. Crambidia cephalica ingår i släktet Crambidia och familjen björnspinnare. Inga underarter finns listade i Catalogue of Life.